# Helina liepae
Helina liepae este o specie de muște din genul Helina, familia Muscidae, descrisă de Adrian C. Pont în anul 1973. Conform Catalogue of Life specia Helina liepae nu are subspecii cunoscute.